# Nooit Gedagt (Woudrichem)
De molen Nooit Gedagt is een wal- en windmolen in de Nederlandse stad Woudrichem. Hij staat aan de Rijkswal. Het is een achtkante, stenen en gedeeltelijk bepleisterde stellingmolen voor het malen van graan (korenmolen), die ook nu nog graan maalt. De molen is beroepsmatig in bedrijf en in de molen is een winkel gevestigd met eigen producten.

## Geschiedenis

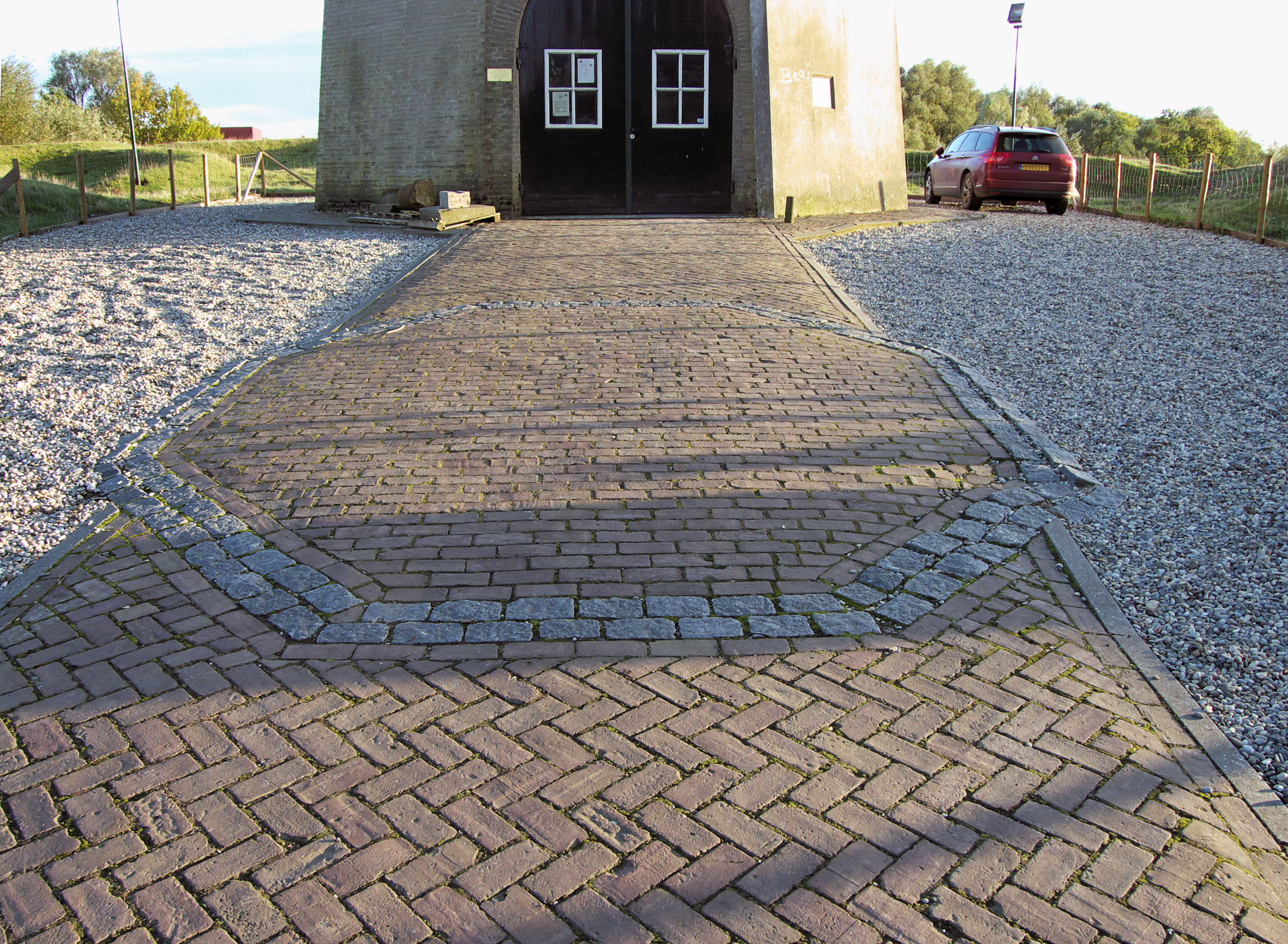
Oorspronkelijke plek

Al omstreeks 1280 wordt er melding gemaakt een windmolen op deze plaats, maar de stenen molen werd omstreeks 1662 op het bastion gebouwd. Door de Duitsers werd de molen op 21 april 1945 opgeblazen. Vlak naast de plaats van de oorspronkelijk molen staat nu de nieuwe molen. De herbouw van de molen begon op 5 mei 1990 en op 31 mei 1996 werd de nieuwe molen officieel geopend.

## Specificaties
De molen beschikt over 1 maalkoppel 17der (150 centimeter doorsnede) kunststenen met een regulateur. De uit 1994 stammende, stalen roeden zijn van de firma Derckx en oudhollands opgehekt. De binnenroede is 23,65 m lang en de buitenroede 23,70 m. De kap van de molen is gedekt met dakleer. De uit 1990 stammende, gietijzeren bovenas van de molen is van de fabrikant Gieterij Hardinxveld, heeft 40 als nummer en is in 1995 geplaatst.
De kap van de molen heeft een engels kruiwerk dat bediend wordt met een kruirad.
De molen heeft voor het vangen (stilzetten) een Vlaamse blokvang bestaande uit vijf vangstukken, die bediend wordt met een vangstok.
Voor het opluien (ophijsen) van het maalgoed is een sleepluiwerk aanwezig.

## Overbrengingen
- De overbrengingsverhouding is 1 : 5,74.
- Het bovenwiel heeft 56 kammen en het bovenrondsel heeft 27 staven. De koningsspil draait hierdoor 2,07 keer sneller dan de bovenas. De steek, de afstand tussen de staven, is cm.
- Het spoorwiel heeft 83 kammen en het steenrondsel 30 staven. Het steenrondsel draait hierdoor 2,76 keer sneller dan de koningsspil en 5,74 keer sneller dan de bovenas. De steek is cm.

## Eigenaren
- 1990 - heden: Stichting Molen Nooit Gedagt.

## Foto's

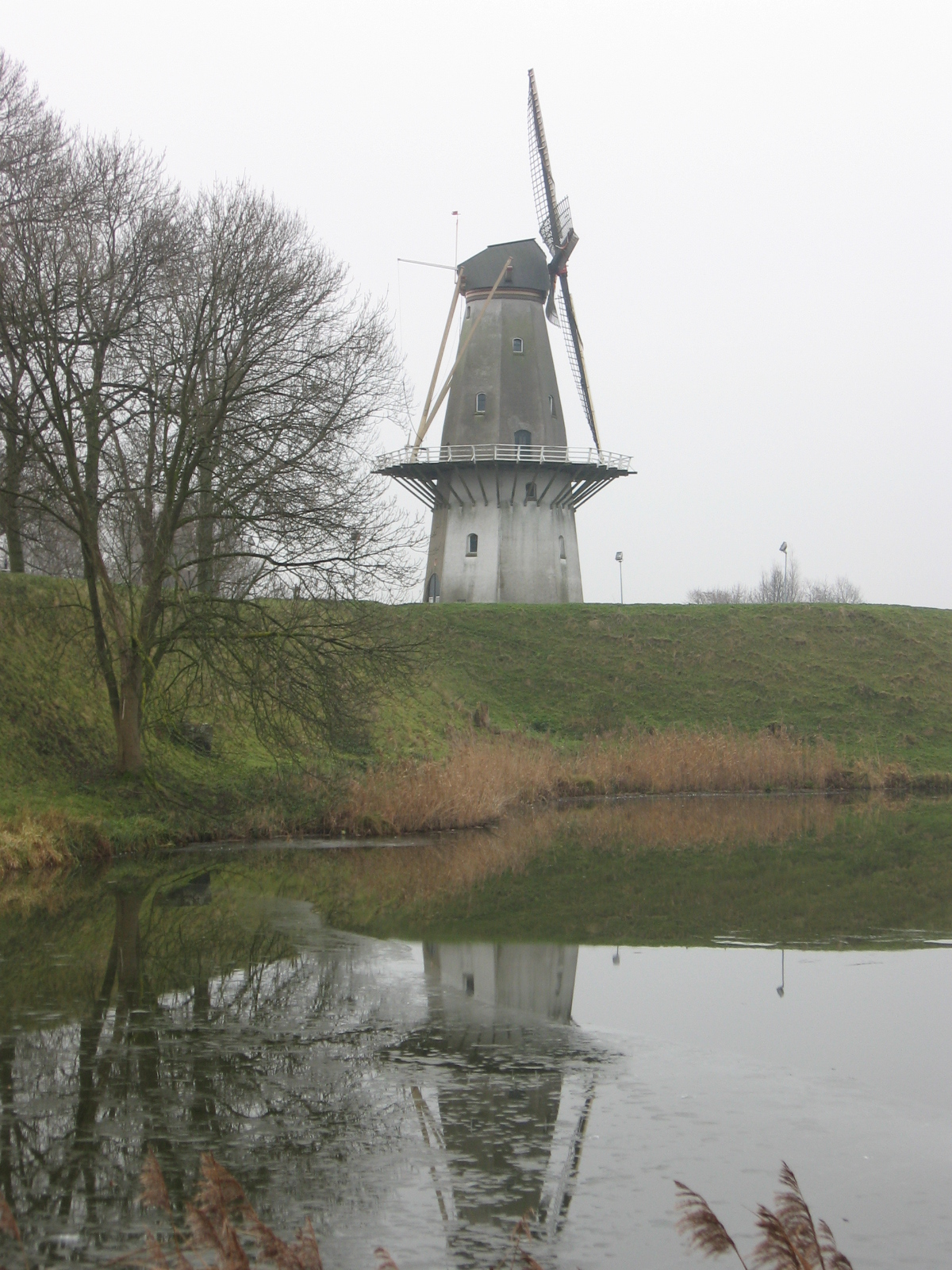
December 2007
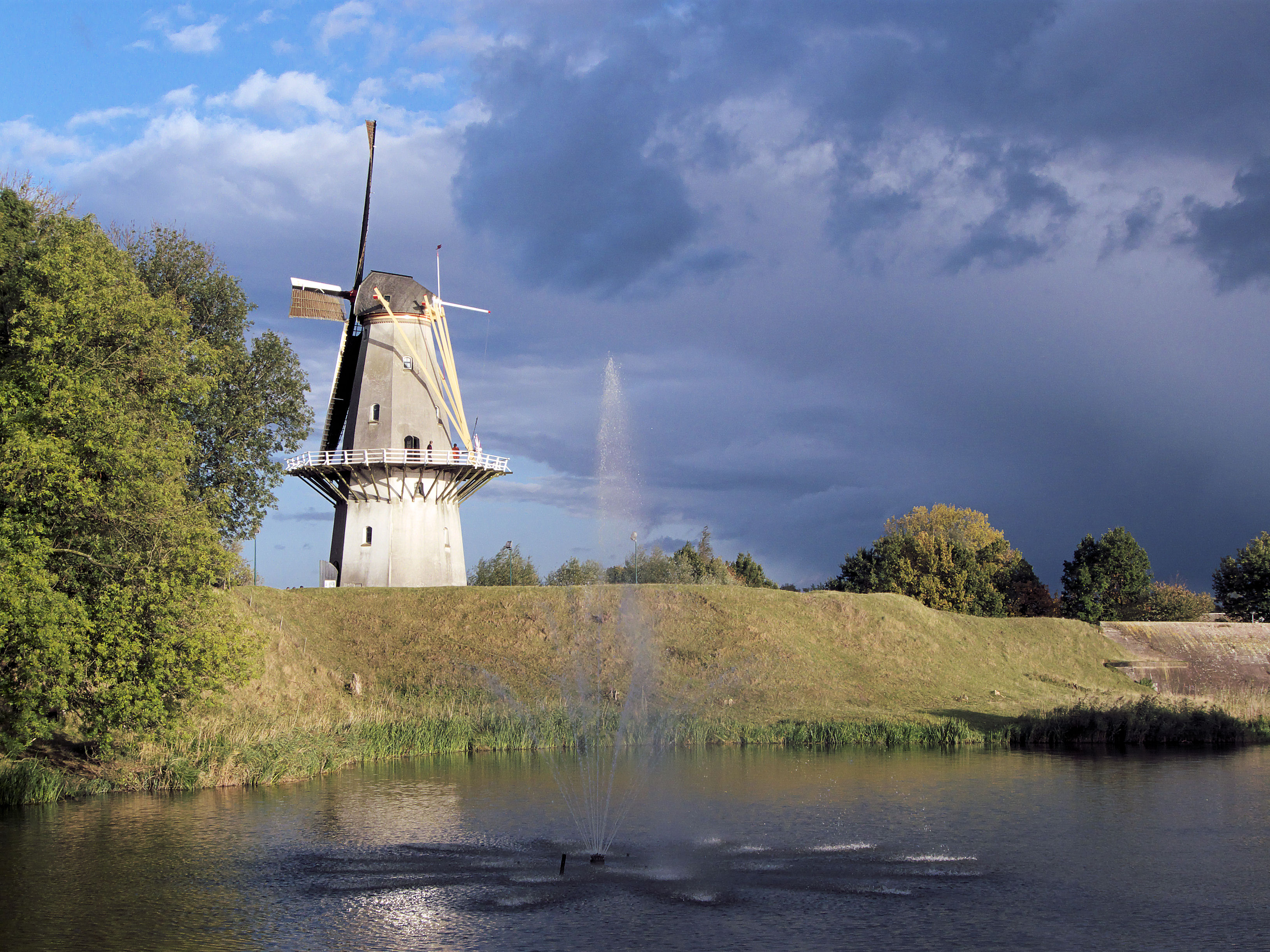
Oktober 2009
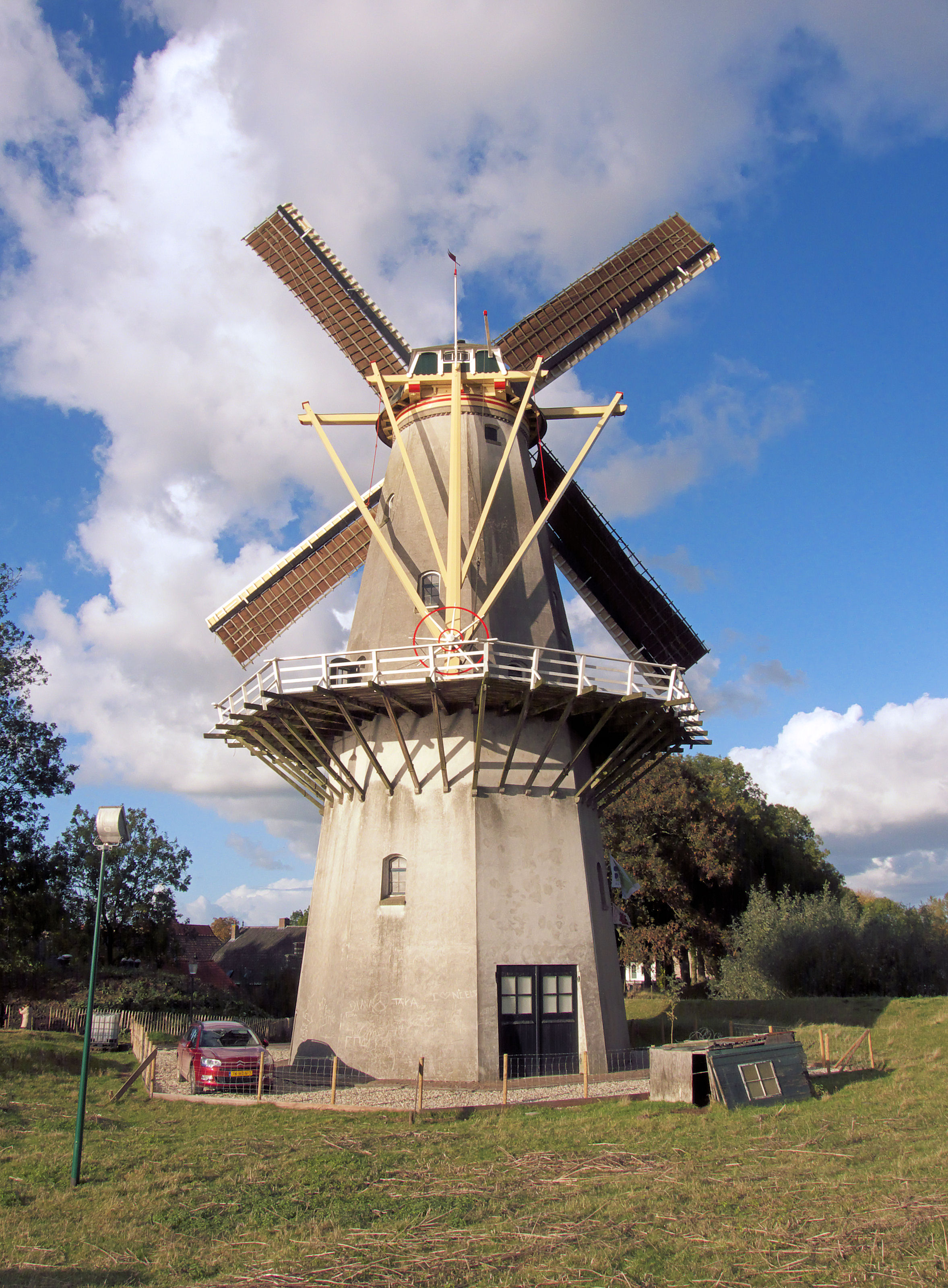
Oktober 2009
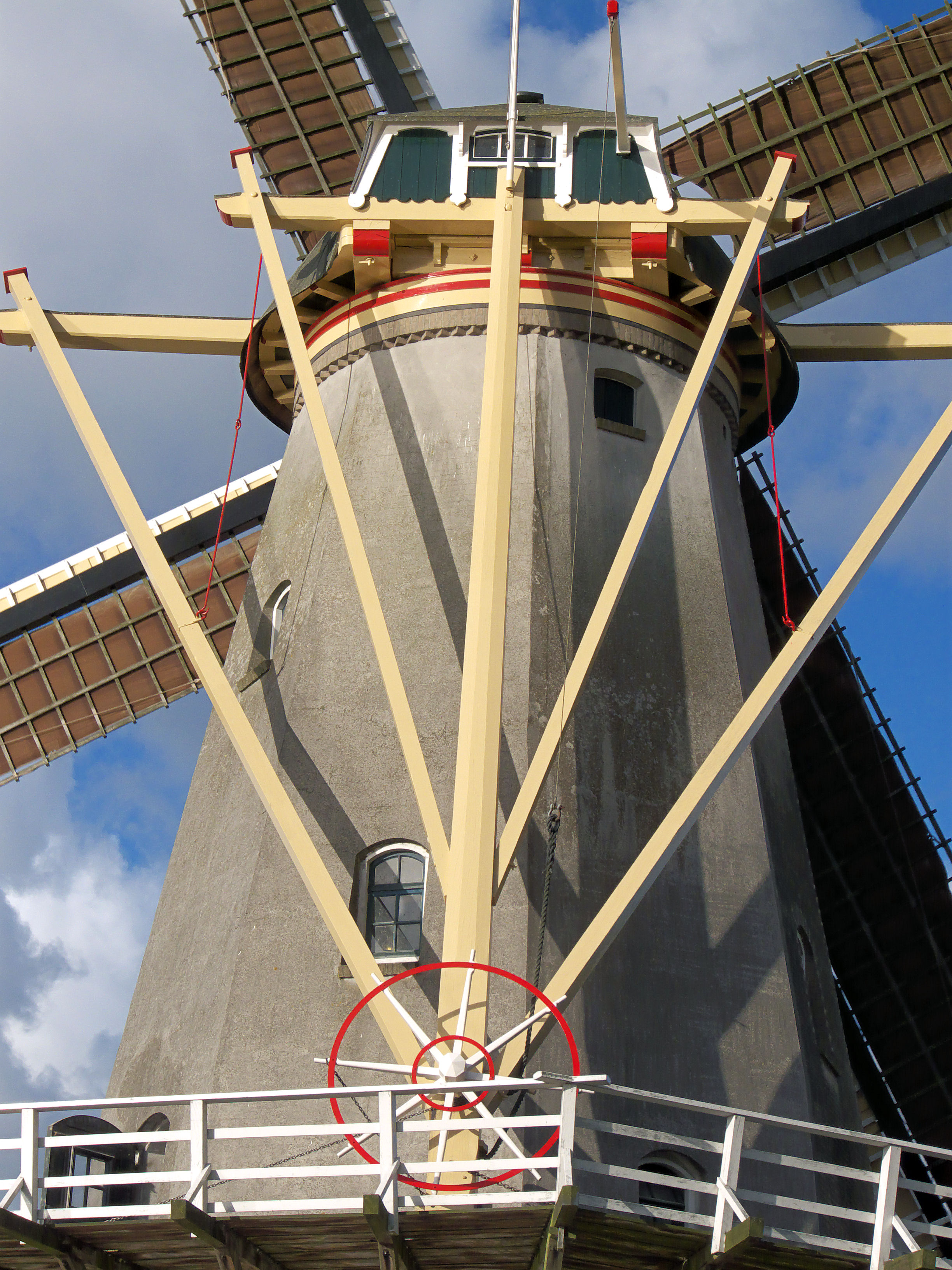
Staart
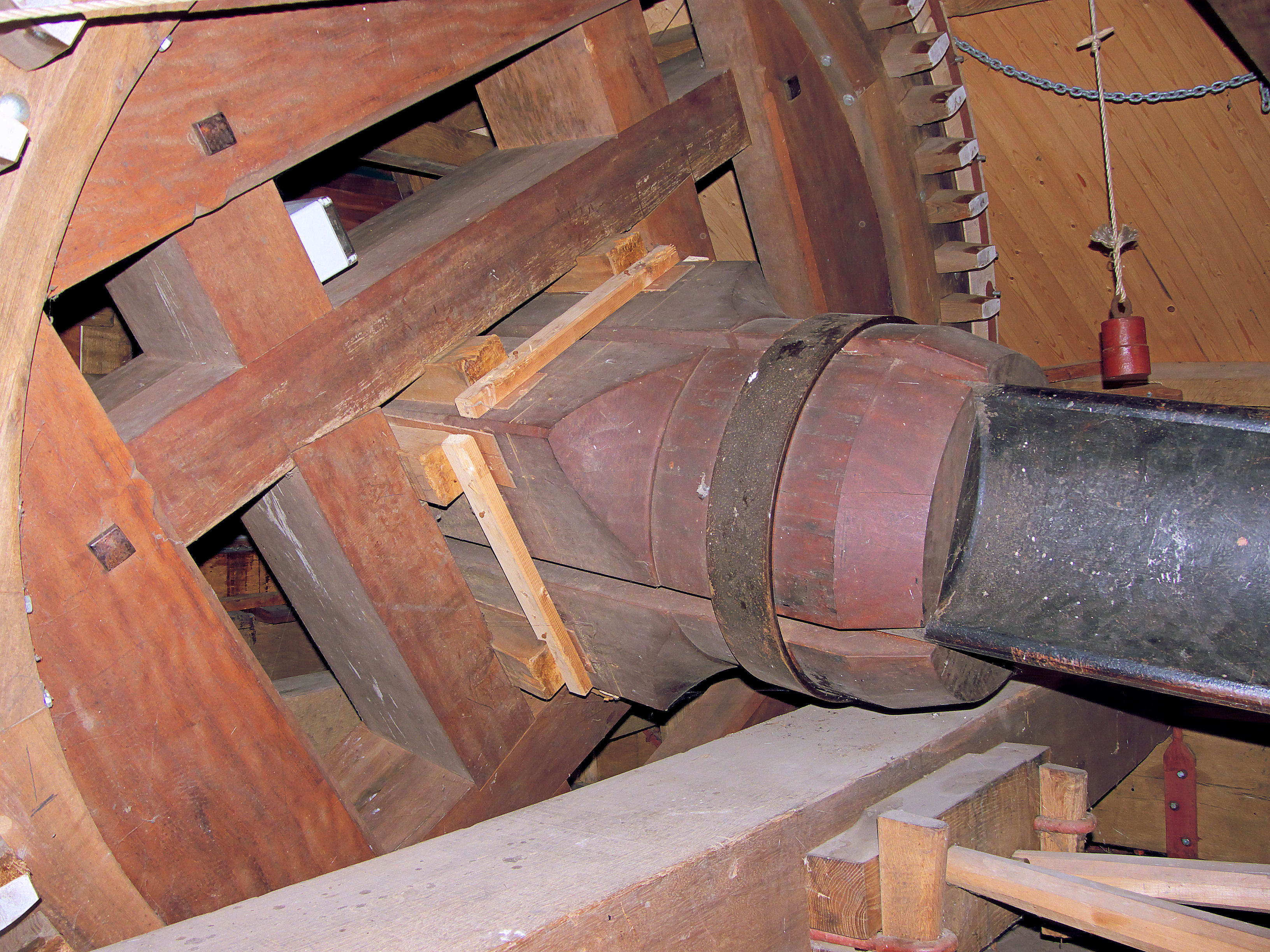
Vulstukken bovenas
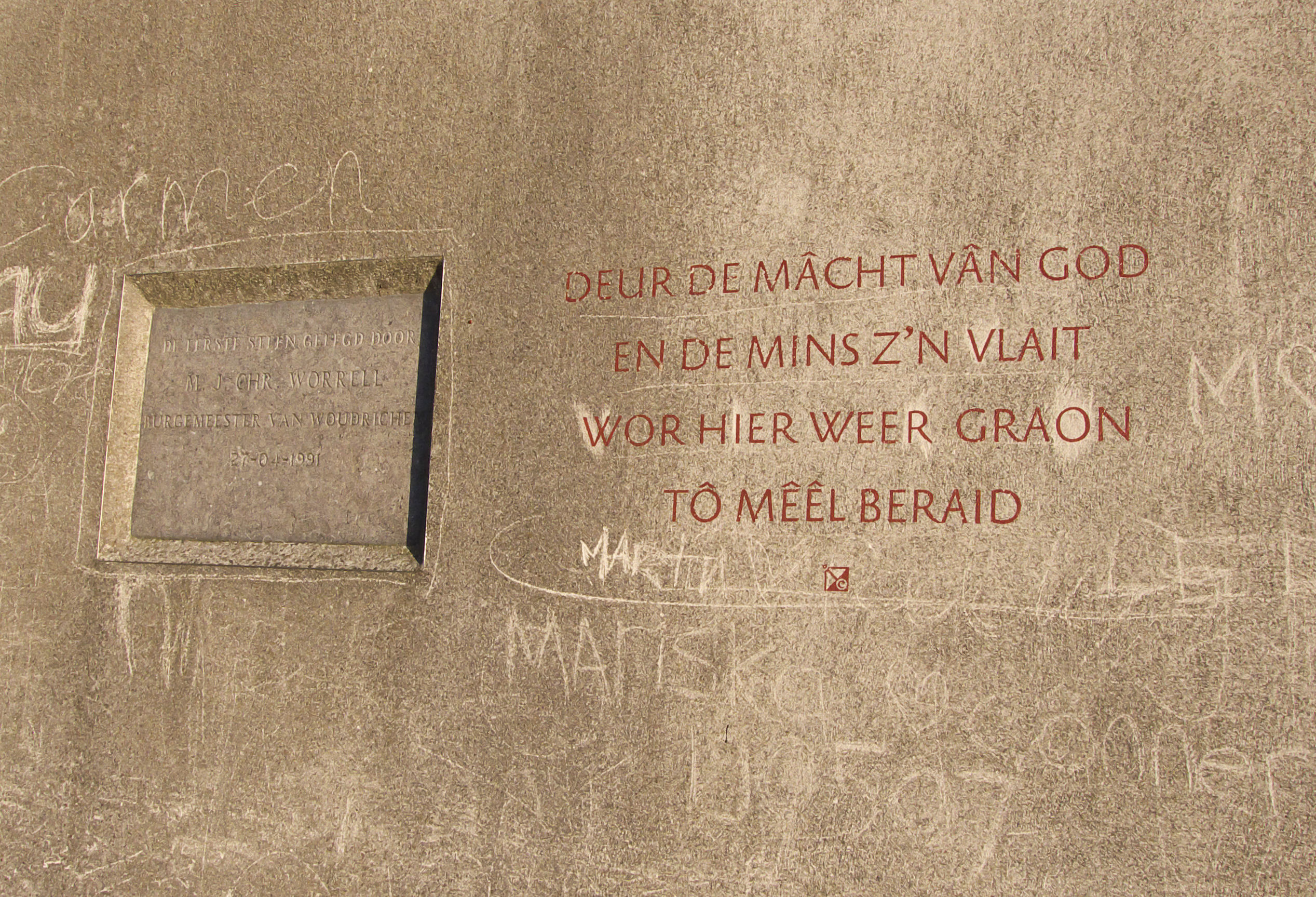
Eerstesteenlegging april 1991